# Zeaglophus
Zeaglophus là một chi bọ cánh cứng trong họ 
Elateridae.
Chi này được miêu tả khoa học năm 1895 bởi Broun.

## Các loài
Chi này có các loài:
- Zeaglophus pilicornis Broun, 1895